# Battaglioni rossi
I battaglioni rossi furono dei gruppi armati di lavoratori assunti durante la guerra delle fazioni della rivoluzione messicana per sostenere il governo costituzionalista e combattere contro gli zapatisti e la División del Norte. Furono originati da un accordo tra 63 membri della Casa del Obrero Mundial, un importante sindacato di lavoratori, in una sessione segreta che si tenne il 10 febbraio 1915. Sei giorni dopo nacquero i battaglioni e il 17 fu firmato un patto nella città di Veracruz con i rappresentanti dell'esercito costituzionale.
La rivoluzione messicana fu una guerra civile che vide varie alleanze tra forze di classi diverse contrapposte per varie ragioni politiche; i battaglioni rossi erano composti da proletari schierati da Venustiano Carranza, un borghese progressista, in cambio di diritti per sconfiggere i "controrivoluzionari contadini" di Emiliano Zapata e Pancho Villa. Furono chiamati "battaglioni rossi" a causa della loro appartenenza comunista.
Secondo il patto di Veracruz furono formati sei battaglioni per combattere soprattutto il Villismo. Il primo battaglione fu inviato a combattere a El Ébano, nel San Luis Potosí, sotto il comando del generale Manuel Cuellár. Il secondo battaglione rimase a coprire il presidio di Veracruz sotto il generale Emilio Salinas. Il terzo e il quarto battaglione, comandati dai generali Juan José Ríos e José J. Méndez, integrarono la terza brigata di fanteria del Corpo dell'Esercito del Nord-ovest. Il quinto e il sesto battaglione erano composti essenzialmente da muratori, operai tipografici e metallurgici.
La speranza di ottenere la giustizia sociale incoraggiò più di 8 000 lavoratori a unirsi ai battaglioni rossi, ed essi presero parte a battaglie importanti, dando un grande contributo al successo del movimento costituzionalista in Messico, a spese però anche dello stesso movimento proletario.
Alla fine i battaglioni furono sciolti dopo che Carranza non chiese più che prendessero parte alle campagne per sottomettere gli insorti del nord e i contadini guerriglieri del sud. Il 13 gennaio 1916, tra gli attacchi indotti dalla Casa del Obrero Mundial, Carranza ordinò che l'ultimo battaglione si dissolvesse. Successivamente tutti i disordini causati dai lavoratori furono soppressi, spesso violentemente e la Casa andò in declino.